# Andrzej Łapicki
Andrzej Łapicki, né le 11 novembre 1924 à Riga et mort le 21 juillet 2012 à Varsovie, est un acteur polonais.

## Filmographie
- 1950 : La Ville indomptée de Jerzy Zarzycki
- 1965 : Salto de Tadeusz Konwicki
- 1968 : La Poupée de Wojciech Has
- 1969 : Tout est à vendre d'Andrzej Wajda
- 1971 : Epilog norymberski de Jerzy Antczak
- 1972 : Pilatus und andere - Ein Film für Karfreitag d'Andrzej Wajda (téléfilm)
- 1972 : Si loin, si près d'ici de Tadeusz Konwicki
- 1973 : Les Noces d'Andrzej Wajda
- 1975 : La Terre de la grande promesse d'Andrzej Wajda
- 1979 : Les Demoiselles de Wilko d'Andrzej Wajda